# Arantza Portabales
Arantza Portabales Santomé (San Sebastián, 27 de enero de 1973) es una escritora española en lengua castellana y gallega.

## Biografía
Hija de emigrantes gallegos, regresó con su familia a Marín en 1985. Se licenció en Derecho por la Universidad de Santiago de Compostela y trabaja como funcionaria de la Escala Superior de Finanzas de la Junta de Galicia.
Comenzó a escribir en 2013, en el género del microrrelato. En 2015 publica su primer libro de microrrelato y su primer libro en lengua gallega "Sobrevivindo", publicado por editorial Galaxia y vencedor del XV premio de novela por entregas de La Voz de Galicia. Con Deje su mensaje después de la señal (2017) fue finalista del Premio San Clemente y del Premio Novela Europea Casino de Santiago. La novela fue traducida al español, italiano, hebreo y alemán y llevada al teatro por la compañía Tanttaka.  En 2021 ganó el premio a la mejor novela europea traducida del Casino de Santiago de Compostela con dicha obra. En 2019 publicó la novela negra Belleza Roja al mismo tiempo en gallego (Galaxia) y castellano (Lumen) y al italiano con la editorial Solferino.En 2020 publica en gallego y castellano Historias De Mentes con la editorial Bululú. En 2021 gana el premio Manuel Murguía de relato con su obra en gallego "Xanelas" y publica La vida secreta de Úrsula Bas en castellano (Lumen) y gallego (Galaxia), donde continúa con la saga iniciada con Belleza roja, que tiene como protagonista a la pareja de detectives Abad y Barroso. En marzo de 2022 reedita una versión ampliada de Sobrevivindo (Galaxia) que ve la luz por primera vez en castellano con Lumen.

## Obra

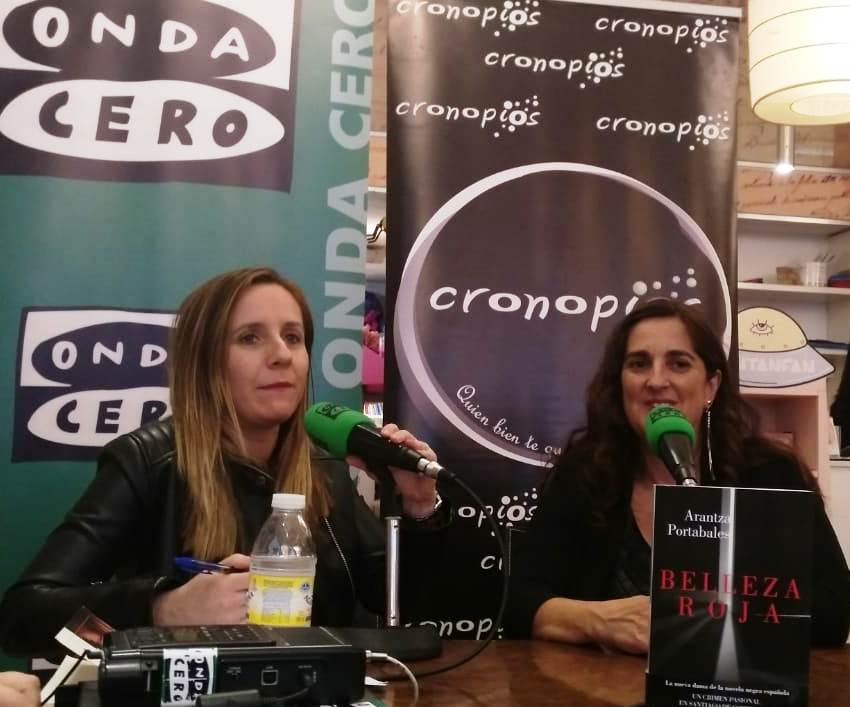
Con Susana Pedreira en la presentación de Belleza roja en la Librería Cronopios de Pontevedra (12/06/2019)

### Serie Inspectores Abad y Barroso
- Belleza Roja (Lumen, 2019). Traducido por la autora desde el gallego Beleza vermella (Galaxia, 2019).
- La vida secreta de Úrsula Bas (Lumen, 2021). Traducido por la autora desde el gallego A vida secreta de Úrsula Bas (Galaxia).
- El hombre que mató a Antía Morgade (Lumen, 2023).

### SerieLos crímenes de Loeiro
- Asesinato en la Casa Rosa (Lumen, 2025).

### Otras obras
- A Celeste la compré en un rastrillo (Bululú, Lenguas del Ornitorrinco, 2015). (microrrelatos).[6]
- Sobrevivindo (Galaxia, 2015).
- Deje su mensaje después de la señal (Lumen, 2018). Traducido por la autora del gallego Deixe a súa mensaxe despois do sinal  (Galaxia, 2017).
- Historias de Mentes (Editorial Bululú, 2020). Edición en galIego y castellano. Ilustrado por Javier Zabala.
- Sobrevivindo (versión ampliada) (Galaxia, 2022). Traducción al castellano de la autora: Sobreviviendo (Lumen)

### Obras colectivas
- Relatos da Ulloa (Instituto de Estudios Ulloáns/Gadis, 2019). (en gallego)
- O libro dos trens  (Galaxia, 2019).

Participó en otros libros colectivos cómo 40 plumas y pico, As palabras contadas, Lectures d’Espagne, volumen 2, Purorrelato de Casa África y Escribo3.

## Premios
- Ganadora del XV Premio de novela por entregas de La Voz de Galicia con Sobrevivindo en 2015.[8]
- En 2017 con Circular C1: Cuatro Caminos-Embajadores fue Premio de Narración Breve de la UNED[9] y el microrrelato Las Musas resultó ganador anual del Concurso de la Microbiblioteca de Barberá del Vallés.
- Resultó ganadora y finalista de diversos certámenes literarios: Relatos en Cadea, Wonderland y Esta Noche Te Cuento.[7]
- Ganadora del premio de la Microbiblioteca de Barberá del Vallés con Las Musas (2017)
- Premio Frei Martín Sarmiento con Beleza vermella (2020)
- Ganadora del premio de la Microbiblioteca de Barberá del Vallés con Los que observan (2021)
- Premio Manuel Murguía de relato con  "Xanelas" (2021)
- Premio  a la mejor novela europea traducida del Casino de Santiago de  Compostela con Deixe a súa mensaxe despois do sinal (2021)